# NWSLチャレンジカップ
NWSLチャレンジカップ（英: NWSL Challenge Cup）は、アメリカ合衆国の女子サッカーのカップ戦である。最上位リーグであるNWSLが主催し、すべてのNWSLチームが参加できる。

## 概要
2019年 - 2023年
NWSLチャレンジカップは、新型コロナウィルス感染症の流行からのリーグの再開を記念する1回限りのトーナメントとして2020年に最初に開催された。これはアメリカでの新型コロナウィルス感染症によるロックダウン後、最初に再開されたプロスポーツリーグだった。
その後、2020年11月にNWSLはレギュラーシーズンの前に毎年開催されるリーグカップ大会とすることを発表した。
2024年以降
2024年、NWSLチャレンジカップは、前年のNWSLシールド保持者と前年のNWSLチャンピオンとのプレシーズンマッチに移行する。

## 結果

### チーム別成績
| チーム                     | 優勝 | 準優勝 | 優勝年度   |
| -------------------------- | ---- | ------ | ---------- |
| ノースカロライナ・カレッジ | 2    | 0      | 2022、2023 |
| ヒューストン・ダッシュ     | 1    | 0      | 2020       |
| ポートランド・ソーンズFC   | 1    | 0      | 2021       |
| サンディエゴ・ウェーブFC   | 1    | 0      | 2024       |
| NJ/NY ゴッサムFC           | 0    | 2      | -          |
| シカゴ・レッドスターズ     | 0    | 1      | -          |
| ワシントン・スピリット     | 0    | 1      | -          |
| レーシング・ルイビルFC     | 0    | 1      | -          |

### 年度別決勝戦
| 年度 | 優勝                       | スコア       | 準優勝                 | 試合会場                         | 観客数     | 最優秀選手                                      | トーナメントMVP                                   |
| ---- | -------------------------- | ------------ | ---------------------- | -------------------------------- | ---------- | ----------------------------------------------- | ------------------------------------------------- |
| 2020 | ヒューストン・ダッシュ     | 2-0          | シカゴ・レッドスターズ | リオ・ティント・スタジアム       | 無観客試合 | シェイ・グルーム (ヒューストン・ダッシュ)       | レイチェル・デーリー (ヒューストン・ダッシュ)     |
| 2021 | ポートランド・ソーンズFC   | 1-1 (PK 6-5) | NJ/NY ゴッサムFC       | プロビデンス・パーク             | n/a        | アドリアナ・フランチ (ポートランド・ソーンズFC) | デビーニャ (ノースカロライナ・カレッジ)           |
| 2022 | ノースカロライナ・カレッジ | 2-1          | ワシントン・スピリット | ウェイクメッド・サッカー・パーク | 3,163      | ケロリン (ノースカロライナ・カレッジ)           | デビーニャ (ノースカロライナ・カレッジ)           |
| 2023 | ノースカロライナ・カレッジ | 2-0          | レーシング・ルイビルFC | ウェイクメッド・サッカー・パーク | 3,068      | 松窪真心 (ノースカロライナ・カレッジ)           | クリステン・ハミルトン (カンザスシティ・カレント) |
| 2024 | サンディエゴ・ウェーブFC   | 1-0          | NJ/NY ゴッサムFC       | レッドブル・アリーナ             | 14,241     | アレックス・モーガン(サンディエゴ・ウェーブFC ) | ー                                                |